# Barrhead-Morinville-Westlock
Circonscription électorale provinciale du Canada
Barrhead-Morinville-Westlock est une circonscription électorale provinciale de l'Alberta (Canada), située au nord d'Edmonton. 

## Liste des députés
| Années | Années          | Député           | Parti politique           |
| ------ | --------------- | ---------------- | ------------------------- |
|        | 2004 - 2008     | Ken Kowalski     | Progressiste-Conservateur |
|        | 2008 - 2012     | Ken Kowalski     | Progressiste-Conservateur |
|        | 2012 - 2015     | Maureen Kubinec  | Progressiste-Conservateur |
|        | 2015 - (actuel) | Glenn van Dijken | Wildrose                  |